# Garda Colli Mantovani rosso
Il Garda Colli Mantovani rosso è un vino DOC la cui produzione è consentita nella provincia di Mantova.

## Caratteristiche organolettiche
- colore: rosso rubino tendente al cerasuolo con l'invecchiamento
- odore: vinoso, delicato, gradevole
- sapore: asciutto, armonico, leggermente amarognolo

## Produzione
Provincia, stagione, volume in ettolitri
- nessun dato disponibile